# Folk Albums
Folk Albums är en Billboardlista som rangordnar de bäst säljande "senaste släppen av traditionella folkmusiker, samt passande släpp av sångare-låtskrivare som spelar akustisk musik" i USA. Listan har funnits sedan 5 december 2009. Det finns 15 olika platser på listan, och de 10 första kan man läsa på Internet.
Första ettan var ett julalbum, Bob Dylans Christmas in the Heart.

### Fotnoter
1. ↑  ”Chart Beat Thursday: John Mayer, Folk Albums, David Guetta”. Billboard. 26 november 2009. Arkiverad från originalet den 29 november 2009. https://web.archive.org/web/20091129122617/http://www.billboard.com/column-chartbeat/chart-beat-thursday-john-mayer-folk-albums-1004048505.story#/column-chartbeat/chart-beat-thursday-john-mayer-folk-albums-1004048505.story. Läst 30 april 2010.